# Рикалов Роман Валерійович
Рома́н Вале́рійович Рикалов (нар. 24 березня 1992, м. Хмельницький, Україна — пом. 29 липня 2014, с. Латишеве, Шахтарський район, Донецька область, Україна) — український військовослужбовець, спецпризначенець, старший солдат Збройних сил України.

## Життєпис
Народився 1992 в місті Хмельницький. З дитинства мешкав на Кіровоградщині. 1999 року пішов до 1-го класу в с. Михайлівка Олександрівського району. У 2009 закінчив школу № 1 села Богданівка Знам'янського району і вступив до Знам'янського профтехучилища № 12, де навчався за фахом «Бригадир з поточного ремонту та утримання колії».
5 листопада 2010 призваний Знам'янсько-Олександрівським ОМВК на військову строкову службу, яку проходив з 6 листопада 2010 по 14 жовтня 2011 у військовій частині 4125 Внутрішніх військ МВС, — 47-й полк спеціального призначення ВВ «Тигр», с. Краснокам'янка (Феодосія-13).
16 травня 2013 року за власним бажанням вступив на військову службу за контрактом у Збройних силах України.
Старший солдат, радист 2-го відділення радіогрупи 1-го загону 3-го окремого полку спецпризначення, в/ч А0680, м. Кропивницький. З початком бойових дій виконував завдання на території проведення антитерористичної операції на Сході України.

### Обставини загибелі
28 липня 2014 розвідгрупа з 19 військовослужбовців 3-го полку під загальним командуванням підполковника Сергія Лисенка виїхала в район міста Сніжне на спецзавдання з евакуації пілотів збитого літака Су-25. Вони успішно провели операцію з порятунку одного пілота збитого штурмовика і заночували на території закинутої ферми поблизу села Латишеве. Власник ферми 61-річний Микола Бутрименко зустрів військових і запросив їх переночувати в ангарі, а сам виїхав до Сніжного і доніс про це терористам, які приїхали на бронетехніці і оточили ферму 29 липня. В нерівному бою під час прориву загинули 10 спецпризначенців: підполковник Сергій Лисенко, капітан Кирило Андреєнко, капітан Тарас Карпа (вважався зниклим безвісти), старшина Олексій Глобенко, старшина Андрій Шершень, сержант Анатолій Бузуляк, старші солдати Сергій Гришин (вважався зниклим безвісти), Лев Панков, Ярослав Шимчик та Роман Рикалов (вважався зниклим безвісти). Четверо бійців, які перебували в секретах, самостійно дістались до розташування своїх військ. П'ятеро поранених потрапили у полон, згодом їх звільнили за обміном.
Станом на липень 2016-го перебував у списках полонених, але ця інформація не підтвердилась. На панахиді у Кропивницькому 29 липня 2016 зазначений серед загиблих бійців 3-го полку спецпризначення.
Упізнаний за результатами кількох експертиз ДНК, але батьки весь цей час не визнавали смерті сина. Похований 5 вересня 2017 року на Алеї почесних воїнських поховань Рівнянського кладовища м. Кропивницький.
27 червня 2016 було затримано зрадника, який навів російських терористів на місце розташування українського підрозділу.

## Нагороди
За особисту мужність і високий професіоналізм, виявлені у захисті державного суверенітету та територіальної цілісності України, вірність військовій присязі, відзначений — нагороджений орденом «За мужність» III ступеня (27.06.2015).